# Myriam Alicia Paredes
Myriam Alicia Paredes Aguirre (Guachucal, 1957) es una política colombiana, exsenadora de la República por el Partido Conservador Colombiano.

## Biografía
Abogada de la Universidad de Nariño y especialista en Derecho Comercial.
Ha realizado una densa carrera política en su departamento y en representación del Partido Conservador, la cual inició en la administración de la ciudad de Pasto como Jueza de Rentas (1978-1980) y Directora de Planeación (1980-1981).
- Fue Secretaria de Gobierno de Nariño (1981-1982).[2]
- Entre 1983 y 1984 fue Gobernadora del departamento con tan solo 26 años.
- Entre 1986 y 1994 fue elegida en cuatro ocasiones consecutivas como diputada de la Asamblea departamental.
- Ejerció nuevamente como Secretaria de Gobierno (1995-1997).
- En 1998 fue elegida Representante a la Cámara, siendo reelecta en 2002 y 2006.
- En 2010 obtuvo la cuarta votación más alta de su partido para convertirse en Senadora de la República.